# SN 2012aq
SN 2012aq – supernowa typu Ia, odkryta 24 lutego 2012 roku w galaktyce A145405+2205. W momencie odkrycia, miała maksymalną jasność 17,7m.